# 즈데나 스투덴코바
즈데나 스투덴코바(슬로바키아어: Zdena Studenková, 1954년 5월 19일~)는 슬로바키아의 배우, 가수이다.